# USS F-2 (SS-21)
Pour les autres navires du même nom, voir USS Barracuda.
L’USS F-2 (SS-21) est un sous-marin de Classe F de l'US Navy construit à partir de 1909 par Union Iron Works à San Francisco est mise en service en 1912.

## Histoire
L’USS F-2 (SS-21), est initialement nommé Barracuda lors de la pose de sa quille par Union Iron Works à San Francisco, en Californie, mais il est renommé le 17 novembre 1911. Parrainé par Mlle AR Rolph, fille de James Rolph, le maire de San Francisco, il est lancé le 19 mars 1912. Mis en service le 25 juin 1912, son premier commandant est le lieutenant FL Chew.
Le F-2 rejoint le Premier groupe de Sous-marin, Pacific Torpedo Flotilla, affecté entre San Diego et San Pedro, en Californie. Ce groupe joue un rôle important dans le développement de tactiques sous-marines de l’US Navy et permet de  coordonner l'utilisation de sous-marin avec la flotte de surface au cours d'une période de déploiement étendu dans les îles hawaïennes entre août 1914 et novembre 1915.
Après une période de mise en sommeil, à Mare Island Naval Shipyard entre le 16 mars 1916 et le 13 juin 1917, le sous-marin F-2 devient le Navire amiral de la première division sous-marine de la flotte du Pacifique. Il retourne à son ancien port d’attache à San Pedro et participe à des exercices navals afin d’effectuer des manœuvres et des tirs de torpilles à différentes profondeurs. Le sous-marin participe aussi à la formation des nouveaux équipages de sous-marins.
Le 18 septembre 1919, le navire est placé en réserve à San Pedro où il continue à être utilisé pour des formations élémentaires jusqu'à son désarmement à Mare Island Naval Shipyard  le 16 mars 1922. 